# Trollforsarna
För den norska filmen från 1948 med samma namn, se Trollforsen (film).

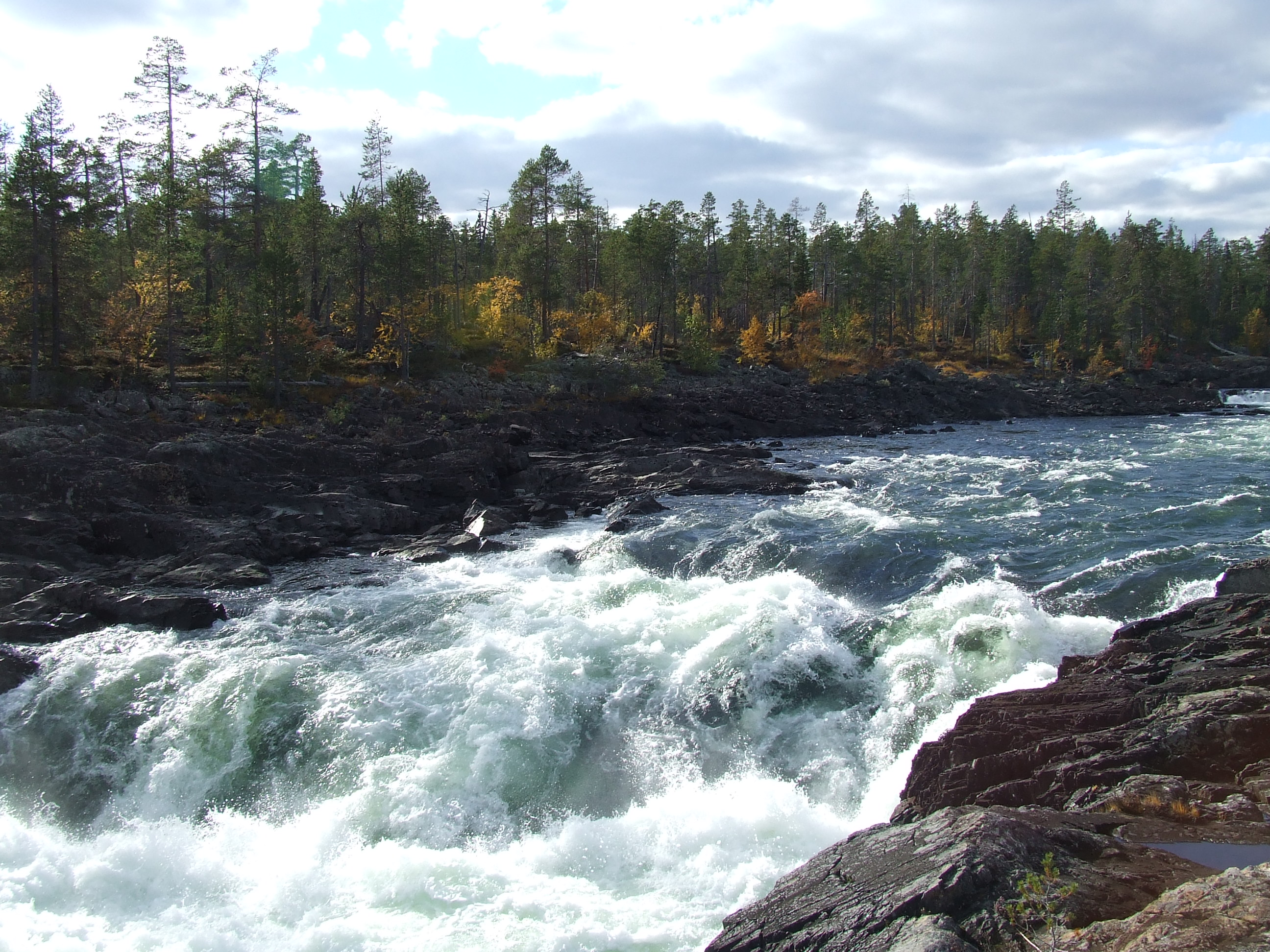
Trollforsen

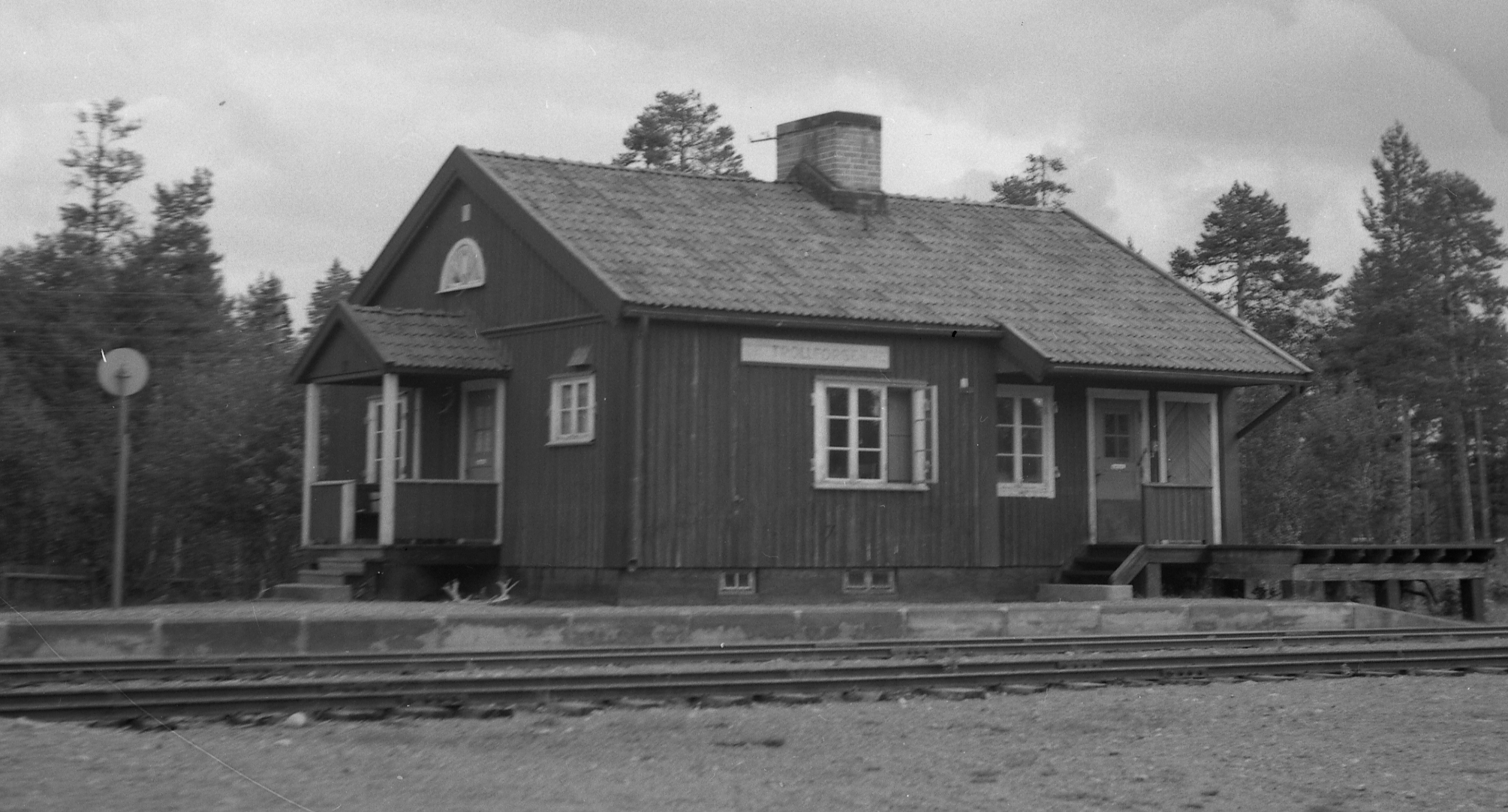
Station Trollforsen utmed Inlandsbanan sommaren 1965, numera riven.

Trollforsarna är ett forsområde i Pite älv ca 20 km nordväst om byn Moskosel. Den sammanlagda forssträckan förbi Trollforsarna faller 41 meter.
Vid Trollforsarna delar sig älven och bildar Trollholmen. Holmen är knappt fyra kilometer lång och 700 meter som bredast. På båda sidor omges den av forsar. Den södra armen har skurit sig kraftigt ner i berget och bildat raviner. Flera forsar och fall bildar här ett trappstegsfall. Den norra sidan av älven är något bredare och består av flera mindre forsar. Hängbroar över till holmen finns på båda sidor. Nedanför forsarna finns ett vidsträckt sanddelta med smältvattenrännor och terrasser.
Skogen på båda sidor av älven har genomgående hög ålder, med mellan 400 och 500 år gamla tallar, torrakor och lågor. Där finns även senvuxen hällmarkstallskog och tät brandpräglad tallskog på blockrik mark. Vissa partier är urskogsartade med högvuxna och grova tallar. I området växer trolldruva.
Trollforsarna användes för att flotta timmer under 1800- och 1900-talen. Flera stenkistor som användes för att styra timret finns bevarade. Det finns även en flottarkoja bevarad på Trollholmen.
I anslutning till forsområdet finns vandringsleder, raststugor, rastplatser och vindskydd.

## Flottning vid Trollforsarna
Trollforsarna var extensivt utbyggda med stenkistor och rännor för att underlätta flottningen. Forsen restaurerades dock under slutet på 1900–talet för att återställa fiskens gång. Sista flottningen gjordes 1984.